# Sheffield
För andra betydelser, se Sheffield (olika betydelser).
Sheffield är en storstad i distriktet City of Sheffield i South Yorkshire, England. Den har fått sitt namn efter floden Sheaf som flyter genom staden. Orten har 518 090 invånare (2011, stad), 552 698 (2011, distrikt).
Från att huvudsakligen ha varit en industristad har staden utvecklat en bredare ekonomisk bas och är en av de åtta största engelska städerna utanför London. Storstadsområdet (Sheffield Urban Area) har 640 720 invånare.
Historiskt är staden en del av West Riding of Yorkshire, och under 1800-talet blev Sheffield världskänt för sin stålproduktion. Flera industriella uppfinningar utvecklades här, bland annat degeln och rostfritt stål. Detta medförde en nästan tiofaldig befolkningsökning under industriella revolutionen. Staden fick sina stadsrättigheter 1297 och utsågs till storstad 1893, då den fick sitt numera officiella namn: City of Sheffield. Den internationella konkurrensen medförde en svacka i den lokala industrin under 1970- och 1980-talen, och under samma tid kollapsade den näraliggande nationella kolindustrin, vilket påverkade Sheffields befolkning.

## Historia
Området där Sheffield idag ligger har varit bebott åtminstone sedan den senaste istiden, men de bosättningar som utvecklades till dagens Sheffield har sina anor från första halvan av första årtusendet e.Kr., och var av anglosaxiskt och danskt ursprung. Under anglosaxisk tid låg Sheffields område mellan gränserna till kungadömena Mercia och Northumbria. Den Anglosaxiska krönikan berättar att kung Eanred av Northumbria underkastade sig kung Egbert av Wessex vid torpet Dore (idag en förort till Sheffield) 829. Denna händelse gjorde Egbert till den förste saxaren som gjorde anspråk på att vara kung över hela England. Efter den normandiska invasionen, byggdes slottet Sheffield Castle för att kontrollera de lokala bosättningarna, och ett mindre samhälle, dagens stadskärna, utvecklades. Staden nämndes i Domedagsboken (Domesday Book) år 1086, och kallades då Escafeld/Scafeld.
1296 etablerades en marknad vid det torg som idag kallas Castle Square, och Sheffield växte över tiden till att bli en mindre marknadsstad. Under 1300-talet var Sheffield redan känt för sin knivtillverkning, som omnämns i Geoffrey Chaucers The Canterbury Tales, och vid 1600-talet hade Sheffield blivit huvudcentrum för besticktillverkning i England, styrt av Company of Cutlers in Hallamshire. Från 1570 till 1584 hölls Mary I av Skottland fängslad på Sheffield Castle och Sheffield Manor.

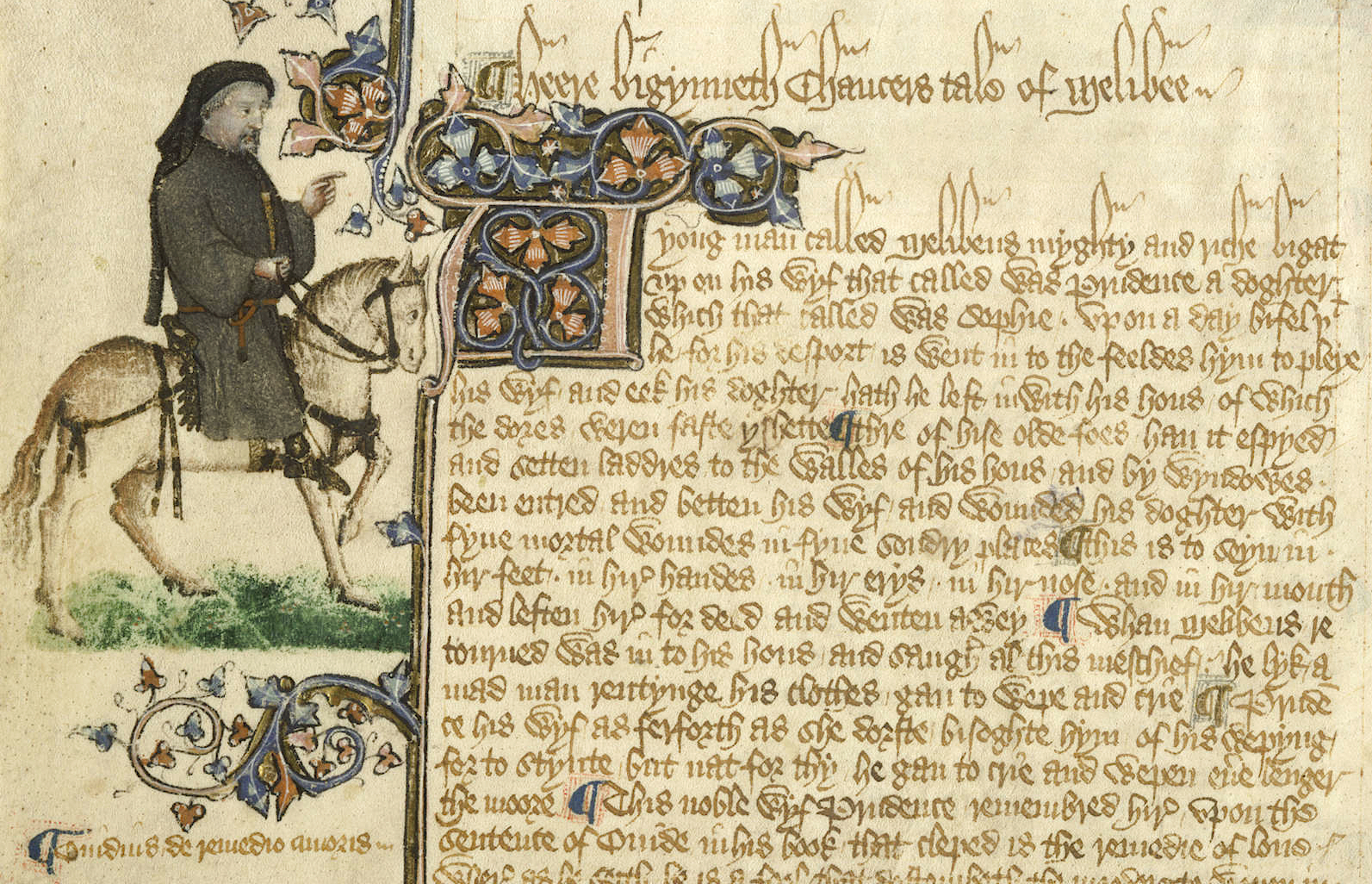
Porträtt av Chaucer som Canterburypilgrim i ellesmeremanuskriptet av The Canterbury Tales

Under 1740-talet upptäcktes en form av degelstålprocessen, som gjorde att man kunde tillverka stål av bättre kvalitet än tidigare. Ungefär samtidigt utvecklades tekniken att fusa ett tunt lager silver på koppartackor för att producera silverförgyllning, vilket senare kom att kallas Sheffield plate. Dessa upptäckter gjorde att Sheffield nu blev känt som industristad. Förlusten av flera viktiga exportmarknader ledde till en lågkonjunktur under sena 1700- och tidiga 1800-talet. De fattiga levnadsförhållanden som blev resultatet kulminerade i en koleraepidemi som dödade 402 personer 1832. Den industriella revolutionen kom till Sheffield under 1800-talet. Som ett resultat av den ökande befolkningen, fick staden rättigheter som borough 1842, och fick stadsrättigheter 1893. Inströmningen av människor ledde till krav på bättre vattenförsörjning, och flera nya reservoarer konstruerades i stadens utkanter. När en dammvägg på en av reservoarerna kollapsade ledde detta till stora översvämningen i Sheffield, som dödade 270 personer och förstörde stora delar av staden. Det ständigt växande invånarantalet ledde till att man byggde flera stora slumområden, vilka, tillsammans med föroreningar från fabrikerna, fick George Orwell att 1937 skriva: "Sheffield, antar jag, kan med rätta påstås vara den fulaste staden i den gamla världen."
En lågkonjunktur under 1930-talet bromsades av de ökande spänningarna i omvärlden. Stålfabrikerna i Sheffield beordrades tillverka vapen och ammunition till kriget. När andra världskriget bröt ut blev staden därför måltavla för bombräder, varav de kraftigaste inträffade under nätterna den 12:e och 15 december 1940 (idag känt som Sheffield Blitz). Mer än 660 människor dödades och ett antal byggnader förstördes.
Under 1950- och 1960-talet revs flera av stadens slumområden och ersattes av bostadsområden med högre levnadsstandard, såsom Park Hill. Stora delar av stadens centrum byggdes också om för att skapa plats åt ett nytt vägsystem. Ökad automatisering och konkurrens från utlandet resulterade i att flera stålindustrier lades ner. 1980-talet var den värsta tiden i Sheffields industrihistoria (som på många andra ställen i Storbritannien). 1984/5 påverkade gruvstrejken kolgruvorna i områdena nordöst och öster om Sheffield, men detta påverkade inte Sheffields ekonomi i någon större utsträckning. Byggandet av köpcentrumet Meadowhall på en plats där en tidigare stålindustri legat under 1990-talet skapade många arbetstillfällen. Försök att restaurera staden påbörjades då staden 1991 blev värdstad för Världsstudentsspelen (WSG), vilket bland annat innebar nya idrottsanläggningar som Sheffield Arena, Don Valley Stadium och Ponds Forge-komplexet.
Staden förändras idag snabbt då nya projekt startas för att restaurera flera av de nedgångna områdena av staden. Ett av dessa projekt, Heart of the City Project, har inneburit några offentliga byggnadsprojekt i centrum: Peace Gardens renoverades 1998, gallerierna Millennium Gallery öppnades i april 2001, Vinterträdgårdarna öppnades 22 maj 2003, och ett torg som kopplar ihop de två områdena, Millennium Square, öppnades i maj  2006. Senare utvecklingar inkluderar renoveringen av torget Sheaf Square som vetter mot den nyrenoverade järnvägsstationen. Det nya torget inkluderar The Cutting Edge, en skulptur designad av Si Applied Ltd, gjord av stål från Sheffield.

## Politik

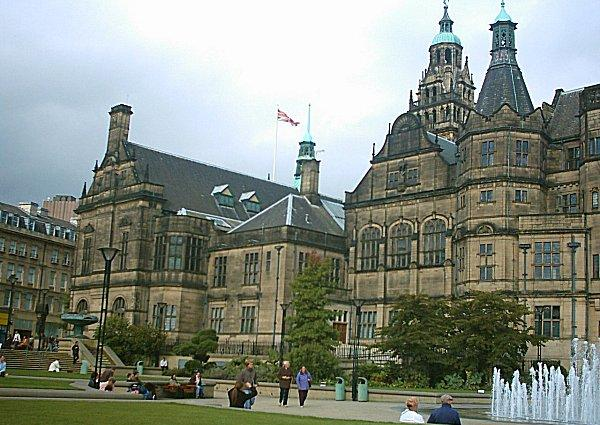
Sheffield Town Hall

Staden har fem parlamentsledamöter i det brittiska underhuset.
Sheffield styrs av det direktvalda stadsfullmäktige, Sheffield City Council. Under större delen av dess historia har det kontrollerats av Labourpartiet, och har historiskt varit känt för sina vänstersympatier; när staden på 1980-talet styrdes av David Blunkett, kallades området sarkastiskt för "People's Republic of South Yorkshire" ("Folkrepubliken South Yorkshire") av brittiska högern. Liberaldemokraterna ledde staden mellan 1999 och 2001 och mellan 2008 och 2010. Det finns 84 ledamöter i styrelsen. Staden har också en borgmästare (Lord Mayor). Tidigare har borgmästarämbetet haft en betydande makt, och haft verkställande makt över finanserna och stadsfullmäktiges frågor. Idag är detta endast en ceremoniell roll.
Majoriteten av kommunägda faciliteter drivs idag av självständiga icke vinstinriktade stiftelser. Sheffield International Venues sköter många av de idrotts- och fritidsanläggningar som finns i staden, bland annat Sheffield Arena och Don Valley Stadium. Sheffield Galleries and Museums Trust och Sheffield Industrial Museums Trust sköter gallerier och museer ägda av kommunen. Dessa är bland annat Millennium Galleries, Lyceum Theatre och Crucible Theatre.

### Internationellt samarbete
Sheffields har formella vänortsavtal med Anshan i Kina, Bochum i Tyskland, Donetsk i Ukraina och Estelí i Nicaragua. Man har också inofficiellt samarbete med Kawasaki i Japan, Kitwe i Zambia och Pittsburgh i USA. Sheffield har också haft nära kopplingar med Polen sedan före detta polska soldater som stridit för britterna under andra världskriget bosatt sig i staden. På grund av detta öppnades ett polskt konsulat i staden 1997 (numera nerlagt), det första nya polska konsulatet i Storbritannien på över 60 år.

## Geografi
Sheffield ligger alldeles intill Rotherham, från vilken den är skild av motorväg M1. Trots att Barnsley storstadsområde gränsar till Sheffield i norr, ligger staden själv några kilometer längre bort. De södra och västra gränserna för staden delas med Derbyshire. Under första hälften av 1900-talet utökade Sheffield sina gränser söderut mot Derbyshire, vilket gjorde att den fick flera nya orter, som Totley, Dore och områden idag kända som Mosborough Townships. Väster om staden ligger Peak District National Park och Penninernas bergskedja.
Sheffield byggdes på sju kullar (exempelvis enligt Sheffield Hallam Universitys stadsguide för nya studenter). En studie av J.G.Harston räknade dock ut att det skulle vara åtta kullar, där fem floder flödar samman: Don, Sheaf, Rivelin, Loxley och Porter. Större delen av staden är byggt på kullarnas sidor med utsikt mot stadens centrum eller ut på landsbygden. Stadens lägsta punkt ligger endast 10 meter över havet, medan vissa delar av staden ligger på över 500 meters höjd. 

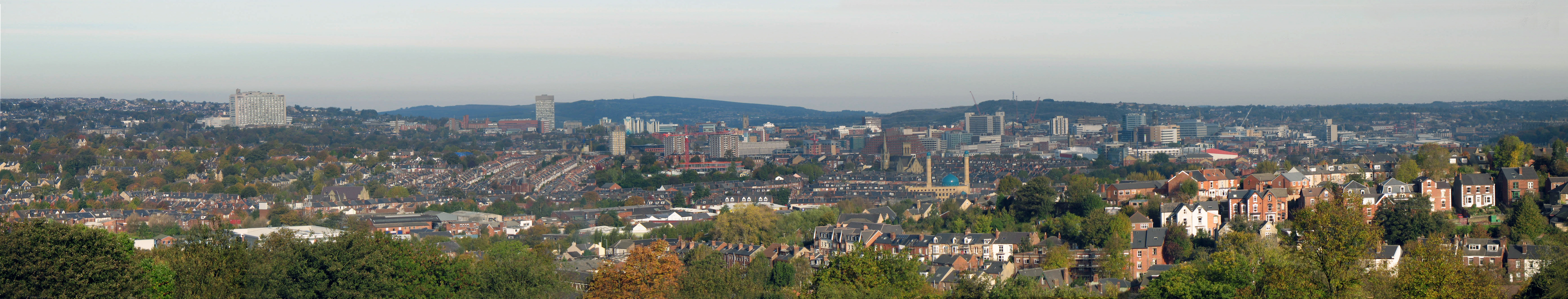
Panorama från Meersbrook Park.

Enligt en uppskattning finns det nästan två miljoner träd i Sheffield.  Skogar täcker 28,27 km², det finns 78 allmänna parker (som täcker 18,30 km²) och 10 allmänna trädgårdar. 134,66 km² utgörs av nationalparker, och 10,87 km² av vatten; vilket gör att 61 % av stadens totala area utgörs av grönområden.
Dagens stadsgränser sattes 1974 (med vissa modifikationer 1994), då tidigare county borough Sheffield gick ihop med Stocksbridges urban district och två andra församlingar från Wortley Rural District. Detta område inkluderar en stor del av den omgivande landsbygden. Runt en tredjedel av Sheffield ligger i Peak District National Park,  och Sheffield kallas ofta för "Europas grönaste stad", en titel som bekräftades då staden 2005 vann Entente Florale.

### Administrativ indelning
Sheffield omges av flera förorter och andra områden. Flera av dessa var tidigare byar eller gårdar, som växte ihop med Sheffield då staden växte. Dessa historiska områden ignoreras ofta av den moderna administrationen och av stadens politiker. Istället är den indelad i 28 valkretsar, där varje krets täcker 4–6 områden. Valkretsarna grupperas i sex parlamentariska valkretsar, främst på grund av ett annat system. Sheffield är idag i stort sett inte med i någon församling, men Bradfield och Ecclesfield har församlingsråd, och Stocksbridge har ett stadsråd.

## Demografi
| Sheffield jämfört     | Sheffield jämfört | Sheffield jämfört | Sheffield jämfört |
| Folkräkning 2001      | Sheffield         | South Yorkshire   | England           |
| --------------------- | ----------------- | ----------------- | ----------------- |
| Totalt antal invånare | 513 234           | 1 266 338         | 49 138 831        |
| Utlandsfödda          | 6,4 %             | 8,9 %             | 9,2 %             |
| Vita                  | 91 %              | 95 %              | 91 %              |
| Asiater               | 4,6 %             | 2,6 %             | 4,6 %             |
| Svarta                | 1,8 %             | 0,9 %             | 2,3 %             |
| Kristna               | 69 %              | 75 %              | 72 %              |
| Muslimer              | 4,6 %             | 2,5 %             | 3,1 %             |
| Hinduister            | 0,3 %             | 0,2 %             | 1,1 %             |
| Ingen religion        | 18 %              | 14 %              | 15 %              |
| Över 75 år            | 8,0 %             | 7,6 %             | 7,5 %             |
| Arbetslösa            | 4,2 %             | 4,1 %             | 3,3 %             |

Invånare i Sheffield kallas sheffielders. Namnet dee-dars används för invånare som bor i städer och samhällen som Barnsley, Doncaster, Rotherham och Chesterfield; namnet kommer från deras uttalet av "th"-ljudet i de dialektala orden "thee" och "thou"). Flera dialektala ord och uttal från Yorkshire kommer från fornnordiskan på grund av alla de vikingar som var i området.

### Befolkningsförändring
I tabellen under visas befolkningsförändringen i staden sedan 1801. Den högsta siffran finns 1951 då industrin blomstrade, och har sedan dess fallit i takt med industriernas nedläggning. Under senare tid har stadens invånare åter igen börjat växa, och Sheffield har sedan 2001 fått över 15 000 nya invånare.
| År                                      | 1801   | 1851    | 1901    | 1921    | 1941    | 1951    | 1961    | 1971    | 1981    | 1991    | 2001    |
| Invånare                                | 60 095 | 161 475 | 451 195 | 543 336 | 569 884 | 577 050 | 574 915 | 572 794 | 530 844 | 528 708 | 513 234 |
| Källa: A Vision of Britain through Time |        |         |         |         |         |         |         |         |         |         |         |

## Ekonomi
En undersökning av Knight Frank visade att Sheffield var den snabbast växande staden efter London inom kontorslokaler, bostäder och uthyrning under den andra halvan av 2004. Sheffields ekonomiska omsättning uppskattas till £7,4 miljarder (2003).
Sheffield har ett internationellt gott rykte vad gäller metall- och ståltillverkning. Flera innovationer inom dessa fält har gjorts i Sheffield. Benjamin Huntsman upptäckte degeltekniken under 1740-talet vid sin verkstad i Handsworth. Denna process blev dock omodern 1865 då Henry Bessemers uppfann Bessemermetoden. Thomas Boulsover uppfann Sheffield Plate (silvermålad koppar) under tidigt 1700-tal. Rostfritt stål uppfanns av Harry Brearley 1912, och F. B. Pickerings och T. Gladmans arbete under 1960-, 1970- och 1980-talen var viktigt för utvecklingen av modernt starkt och låglegerat stål. Innovationerna fortsatte, med nya avancerade tillverkningsmetoder och tekniker som utvecklades på Advanced Manufacturing Park av Sheffields universitet och andra självständiga forskningsorganisationer. Organisationerna som idag finns på AMP är Advanced Manufacturing Research Centre (AMRC, ett forskningssamarbete mellan The Boeing Company och University of Sheffield), Castings Technology International (CTI) och TWI.
Järn och stål har länge varit huvudindustrierna i Sheffield, och också kolgruvsarbeten har varit en stor industri, främst i ytterområdena. Palace of Westminster i London byggdes av kalksten från stenbrott i den närliggande byn Anston. Andra arbetsplatser är callcenters, stadsrådet, universiteten och sjukhusen. Sheffield producerar idag mer stål per år än någonsin tidigare i sin historia. Industrin är dock långt mera automatiserad idag och sysselsätter inte lika många människor.
Sheffield är också ett handelscentrum, och här finns bland annat flera affärer och butikskedjor tillsammans med designerbutiker. Huvudgatorna i stadens centrum är The Moor, Fargate, Orchard Square och Devonshire Quarter. Varuhus i Sheffield City inkluderar John Lewis, Marks and Spencer, Atkinsons, Castle House Coop, Debenhams och Woolworths. Sheffields huvudmarknad är Castle Market, byggt över det som finns kvar av slottet. Shoppingområden utanför staden är bland annat Meadowhalls shoppingcenter och försäljningspark, Ecclesall Road, London Road , Hillsborough och Crystal Peaks shoppingcentrum.
Sheffield tar hand om stadens avfall och omvandlar det till elektricitet. De har också ett utvecklat fjärrvärmesystem.. Energin som genereras i en avfallsstation producerar 36MW värme och upp till 6,8MW elektricitet från 115 000 ton avfall.

## Transport
Det finns två större vägknutar för kollektivtrafiken (nationell och lokala tåg, spårvagnar, stadsbuss- och långfärdsbussar) i Meadowhall och Sheffield City Centre.

### Nationella och internationella resor
Sheffield ligger vid det nationella motorvägssystemet via M1- och M18-motorvägarna. M1 ligger nordöst om staden och kopplar ihop Sheffield med London i söder och Leeds i norr och går genom Tinsley Viaduct nära Rotherham; M18 delar sig från M1 nära Sheffield och går mot Doncaster, Robin Hood Doncaster Sheffield Airport och Humberhamnen. Sheffield Parkway kopplar ihop stadens centrum med motorvägarna. Vägarna A57 och A61 är två större vägar som går genom Sheffield och går mot Manchester, Worksop, Barnsley och Chesterfield. Sheffield är en viktig knutpunkt för det nationella nätverket för långdistansbussar, och det finns direkta linjer härifrån till städer som Plymouth och Edinburgh.

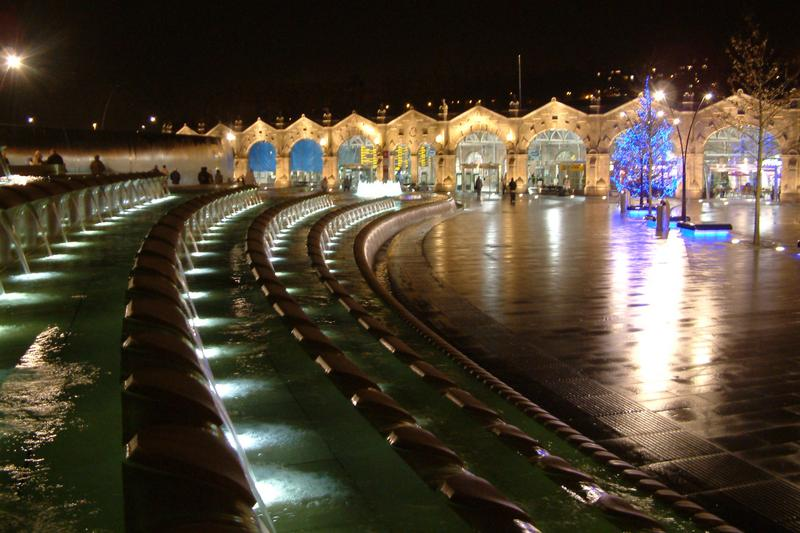
Sheffield Midland station

Midland Main Lines järnvägslinje söder om Sheffield går från staden till East Midlands och London: därigenom finns direkttåg till städer som Nottingham, Derby, Leicester, Bedford (det snabbaste tåget mellan Sheffield och London tar två timmar). Genom Sheffield går också den främsta nordöstra/sydvästra cross-countrylinjen som går från östra Skottland till nordvästra England direkt med West och South Yorkshire, West Midlands, och till sydväst; vilket gör att staden har direkttåg till städer som Aberdeen, Edinburgh, Newcastle, Darlington, York, Leeds, Birmingham, Bristol, Taunton och Exeter. Sheffield ligger också på linjen mellan Liverpool och Manchester med Hull och East Anglia. Staden är väl kopplad till närliggande städer och samhällen som Barnsley, Doncaster, och Rotherham. Den främsta järnvägsstationen i Sheffield är Sheffield Midland Station i den sydöstra änden av stadens centrum. Stationen vid Meadowhall sköter alla tåg som går mot nordöst, utom de snabbaste. Passagerartrafiken genom Sheffield sköts av Midland Mainline, Virgin Trains, TransPennine Expressoch Northern Rail.
Den närmaste internationella flygplatsen i Sheffield är Doncaster Sheffield Airport, vilken ligger drygt 30 kilometer från stadskärnan. Flygplatsen öppnades den 28 april 2005 och används främst av lågprisbolag. Idag har flygplatsen omkring 1 miljon passagerare årligen. Sheffield City Airport öppnade 1997 men, på grund av sin korta landningsbana och brist på radar, har den inte kunnat öppna för trafik likt Doncaster Sheffield. Manchester Airport, Leeds Bradford International Airport och East Midlands Airport: Nottingham, Leicester, Derby ligger alla inom en timmes bilväg från staden. Manchester Airport är kopplad med Sheffield av ett direkttåg varje timme.

### Lokala resor
Vägarna A57 och A61 är de främsta vägarna genom Sheffield. Dessa går från öst till väst, respektive norr till söder, och möts i stadskärnan. En inre ringväg, främst konstruerad under 1970-talet och idag (2007) byggs ut för att forma en fullständig ring, låter trafiken undvika stadens centrum. En yttre ringväg går mot öster, nära stadens ände, men har ingen trafik i västra sidan av Sheffield.
Den bergiga topografin i Sheffield och dess tidigare natur som industricentrum har gjort att staden inte utvecklat ett lika väl förorts- och stadsjärnvägsnät som andra brittiska städer. Det finns flera välanvända lokala linjer som går längs stadens dalar, som kopplar ihop den med andra delar av South Yorkshire, West Yorkshire, Nottinghamshire, Lincolnshire och Derbyshire. Dessa lokala linjer är Penistone Line, Dearne Valley Line, Hope Valley Line och Hallam Line. Vid sidan av huvudstationerna för tågtrafik finns också fyra förortsstationer vid Chapeltown, Darnall, Woodhouse och Dore.

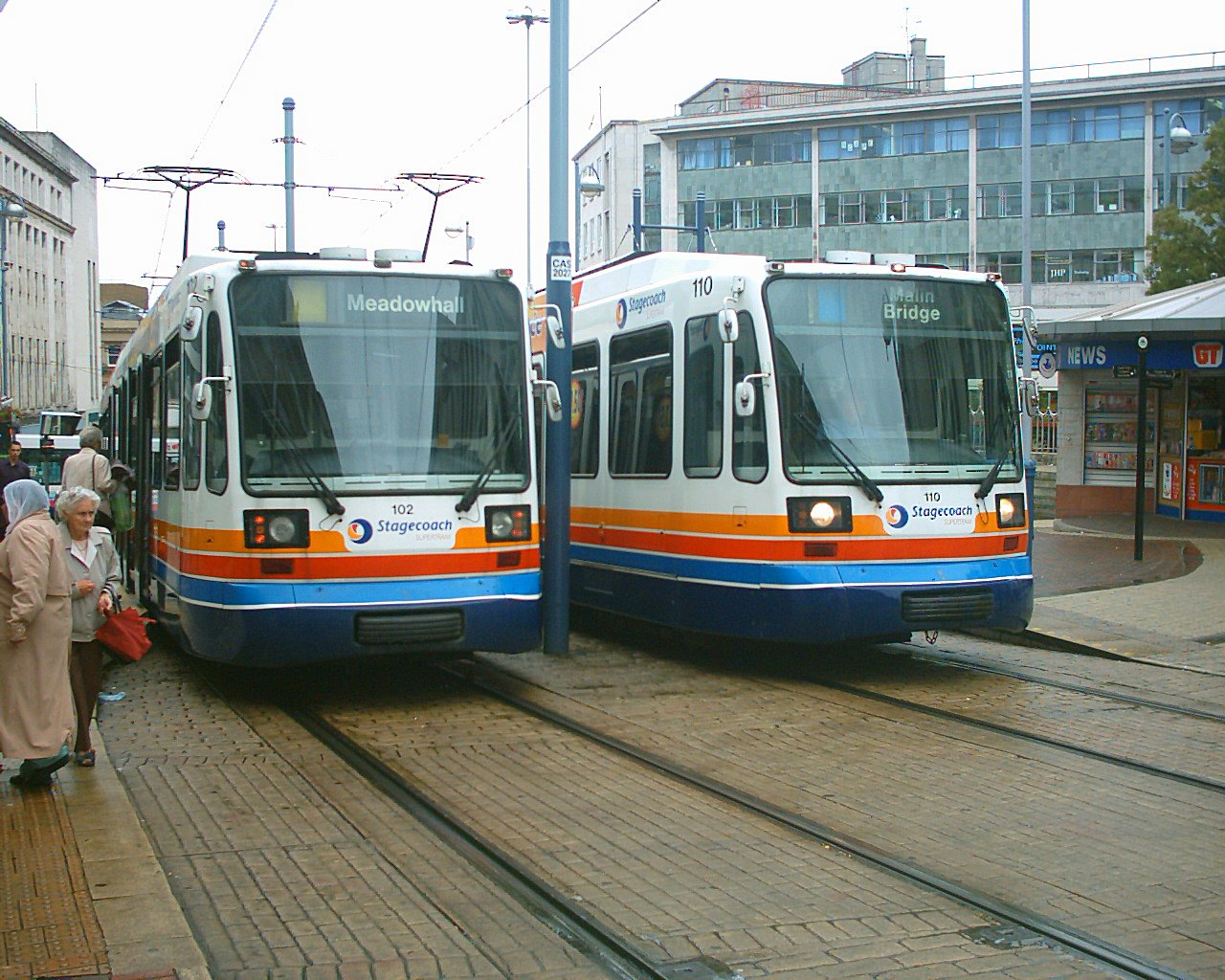
Sheffield Supertram vid Castle Square

Snabbspårvägssystemet Sheffield Supertram (drivet av Stagecoach Sheffield), som öppnade 1994, sköter en del av kollektivtrafiken i staden. Nätverket består av tre linje som går från stadens centrum mot Hillsborough, Halfway och Meadowhall.
Ett stort bussnätverk kör från huvudstationen vid Pond Street. Andra busstationer ligger vid Meadowhall och Hillsborough. Nya bussbolag har startats sedan avregleringen 1986, trots att flera sammanslagning har minskat siffran. First South Yorkshire, en del av FirstGroup, är det absolut största bussbolaget i Sheffield, där Stagecoach Sheffield kommer tvåa, då de gick om Yorkshire Terrier. Under senare år har flera prisökningar och nedskurna linjer av båda företagen har antalet resenärer minskat.
Trots det bergiga landskap Sheffield ligger i, är staden ganska kompakt och har få större bilvägar som går igenom den. Den ligger på Trans-Pennine Trail, ett av National Cycle Networks linjer från Southport i nordväst mot Hornsea i East Riding, och har ett utvecklat Strategic Cycle Network inom staden. Peak District National Park, ett område av speciell naturlig skönhet är populärt för de flesta cyklister. Vissa delar av nationalparken ligger dessutom inom stadens gränser och det finns cykelvägar inom flera av stadens alla parker.

## Sport
Sheffield har en lång sporthistoria. 1857 grundade några cricketspelare världens första officiella fotbollsklubb, Sheffield FC, och vid 1860 fanns 15 fotbollsklubbar i Sheffield. Det finns idag två klubbar från Sheffield i den Engelska fotbollsligan: Sheffield United och Sheffield Wednesday, två klubbar som båda bildades från cricketklubbar, och två större fotbollslag som spelar i andra ligor längre ner i seriesystemet: Sheffield FC och Hallam FC, som också grundades som cricketklubbar. Dessa är de två äldsta klubbarna i världen. Hallam FC spelar dessutom på världens äldsta fotbollsplan nära förorten Crosspool. Sheffield FC och Hallam tävlar i vad som kom att kallas Sheffield derby, medan United och Wednesday möts i Steel City derby.
I april 1989, inträffade en tragedi då 96 Liverpool FC-fans dog på grund av trängsel under deras semifinal i FA-cupen vid Sheffield Wednesday's Hillsborough Stadium.

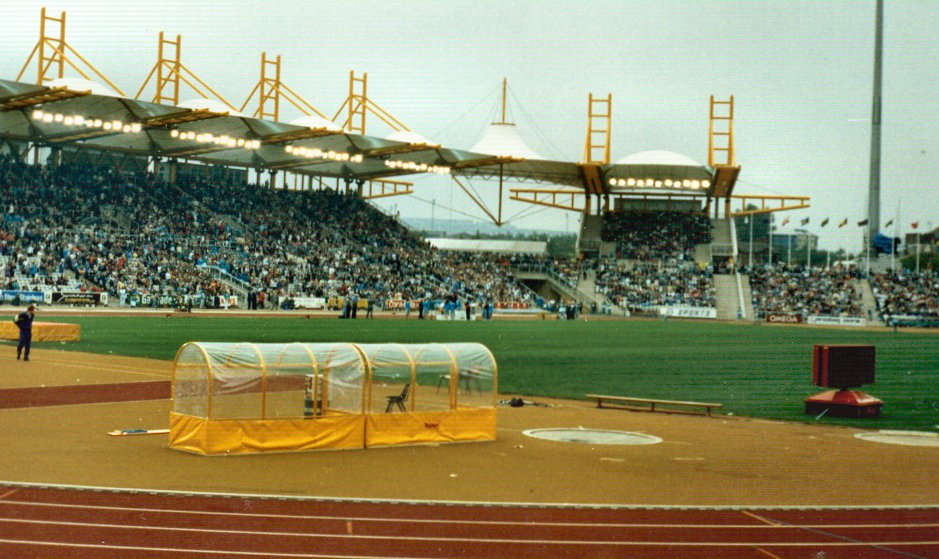
Don Valley Stadium under World Student Games 1991

Sheffield har också starka band med snooker, där stadens Crucible Theatre är arena för Världsmästerskapet i Snooker. Squashtävlingen English Squash Open hålls även det här varje år. International Open Bowlsturneringen hålls i Sheffield på Ponds Forge.
Staden stoltserar också med Sheffield Eagles Rugby league-, Sheffield Tigers Rugby union-, Sheffield Sharks basket-, Sheffield Steelers ishockey- och Sheffield Tigers speedwaylag. Sheffield är hem för 2004 års världsmästare James Toseland och bergsklättraren Joe Simpson. Tidigare friidrottaren och världsrekordhållare Sebastian Coe växte upp i staden och startade sin karriär som medlem i Hallamshire Harriers. England Cricketkapten Michael Vaughan växte upp i Sheffield.
Flera av Sheffields större idrottsanläggningar byggdes för World Student Games, vilka hölls i staden 1991. De inkluderade Don Valleys internationella friidrottsstadion, vilket är den största av sitt slag i Storbritannien med kapacitet för 25 000 åskådare, Hallam FM Arena, och Ponds Forge internationella dyk- och simkomplex, där den olympiska medaljören Leon Taylor tränar. Det finns också faciliteter för golf, klättring och bowling, samt den nya (2003) konståkningsanläggningen IceSheffield. Sheffield Ski Village är den största falska skidresorten i Europa, vilken planeras att genomgå en utbyggnad. Staden har också tre inomhusanläggningar för klättring. Sheffield var Storbritanniens första National City of Sport och är idag hem för English Institute of Sport (EIS). Sheffield har ansökt om att vara värdstad för antingen Samväldesspelen 2014 eller 2018.
Sheffield är hem för Steve Peatsom är världsmästare i Mountain Bike World Championships 2002, 2004 och 2006.

## Kultur och attraktioner

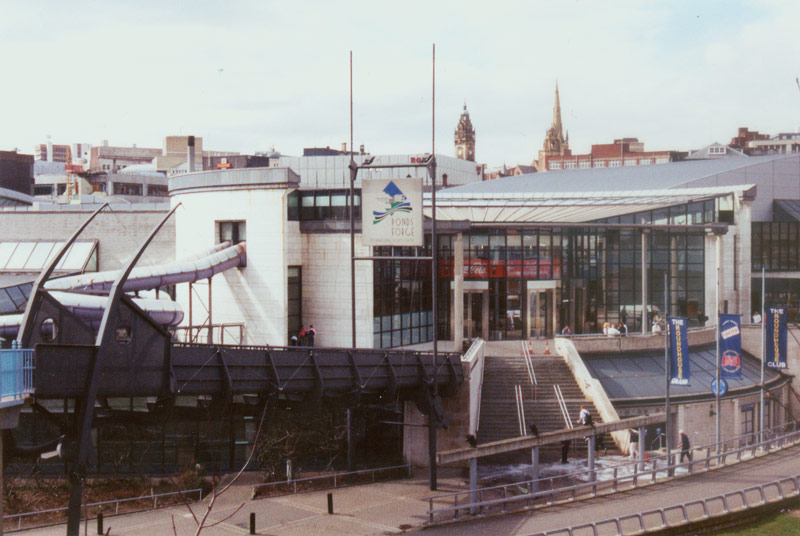
Ponds Forge från Park Square

7,2 % av Sheffields arbetande invånare är anställda inom kultursektorn, långt över det nationella snittet på 4 %. Open Up Sheffield är en årlig händelse de två första helgerna i maj där lokala bildkonstnärer och hantverkare bjuder in allmänheten till deras studior eller andra lokaler.

### Musik
Sheffield har varit hem för flera välkända band och musiker, med ovanligt många synthpopband och andra elektroniska akter. Dessa är bland annat Human League, Heaven 17, ABC, Thompson Twins, Wavestar och de mer industriella Cabaret Voltaire och Clock DVA. Denna elektroniska tradition fortsätter med technoskivbolaget Warp Records, som var en central del av Yorkshire Bleeps and Bassscen under början av 1990-talet, som idag blivit en av Storbritanniens äldsta och mest omtyckta skivbolag av sin sort. Moloko och Autechre, ett av de första spåren av intelligent dance music, kommer också från Sheffield. Skivbolag inriktade på elektronisk musik idag är bland annat Dust Science Recordings och Audiobulb. Staden har flera nattklubbar - Gatecrasher var en av de mest populära nattklubbarna i Nordengland tills den förstördes i en brand 18 juni 2007.
Sheffield har också sett födelsen av Pulp, Def Leppard, Joe Cocker, Richard Hawley, The Longpigs, Arctic Monkeys, The Long Blondes, Reverend and the Makers, Little Man Tate, Derek Bailey och Tony Oxley. Den höginfluerade post-punkgruppen Comsat Angels kommer också från Sheffield. Bandet Gomez vann Mercury Music Prize 1998 och har också kopplingar till staden då några av de ursprungliga medlemmarna studerade vid Sheffield University. Tillsammans med flera andra populära och alternativa musiker är Sheffield också bas för en osignerad musikscen.
Arctic Monkeys är särskilt kända då de använder Sheffields dialekt då de sjunger sina låtar. Bandet kommer från förorten High Green och deras texter är ofta skrivna på yorkshiredialekt och refererar till lokala platser som Rotherham, Hunter's Bar, Hillsborough och Shiregreen. De var ett av flera indieband som fick staden att bli en del av New Yorkshire-rörelsen.
Ett annat känt band från Sheffield är deathcorebandet Bring Me the Horizon

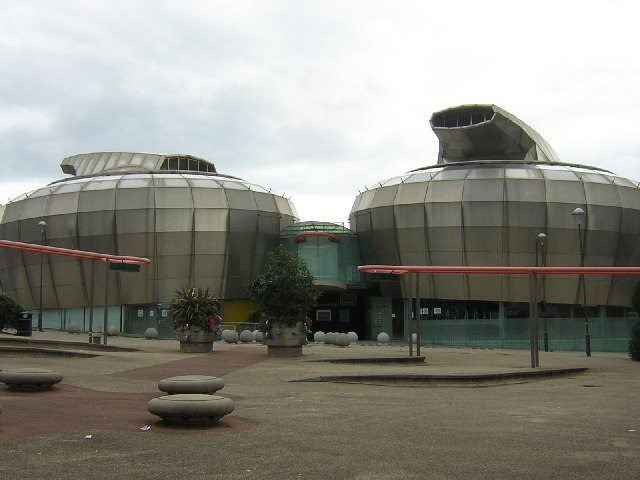
Tidigare National Centre för populärmusik

National Centre for Popular Music, ett museum för populärmusik, öppnade 1999. Det blev dock inte lika lyckat som förväntat och istället gjordes den ovanliga ståltäckta byggnaden om till studentkår för Sheffield Hallam University. Musikscener i staden är Leadmill, Corporation, Boardwalk, the Plug, Sheffield City Hall, University of Sheffield, Studio Theatre vid Crucible Theatre samt The Grapes.
Sheffield har flera lokala orkestrar, bland annat Hallam Sinfonia, Sheffield Symphony Orchestra, the Sheffield Chamber Orchestra, the Sheffield Philharmonic Orchestra och the City of Sheffield Youth Orchestra. Staden är också hem för en stark brassbandstradition, med band förknippade med fabriker och byar.

### Attraktioner

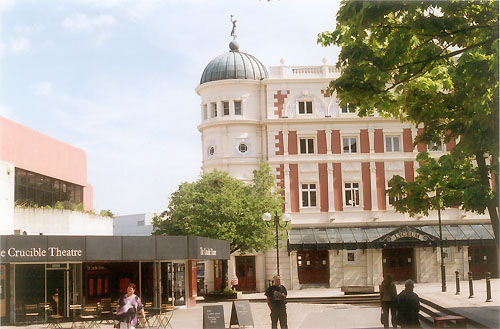
Lyceum och Crucible-teatrarna.

Sheffield har två huvudteatrar; Lyceum Theatre och Crucible Theatre, som tillsammans med den mindre Studio Theatre utgör det största teaterkomplexet utanför London. Det finns fyra större konstgallerier, inkluderat den moderna Millennium Galleries och Site Gallery, vilka specialiserar sig på multimedia. Sheffield Walk of Fame i centrum hyllar kända Sheffieldare liksom Hollywoodversionen.

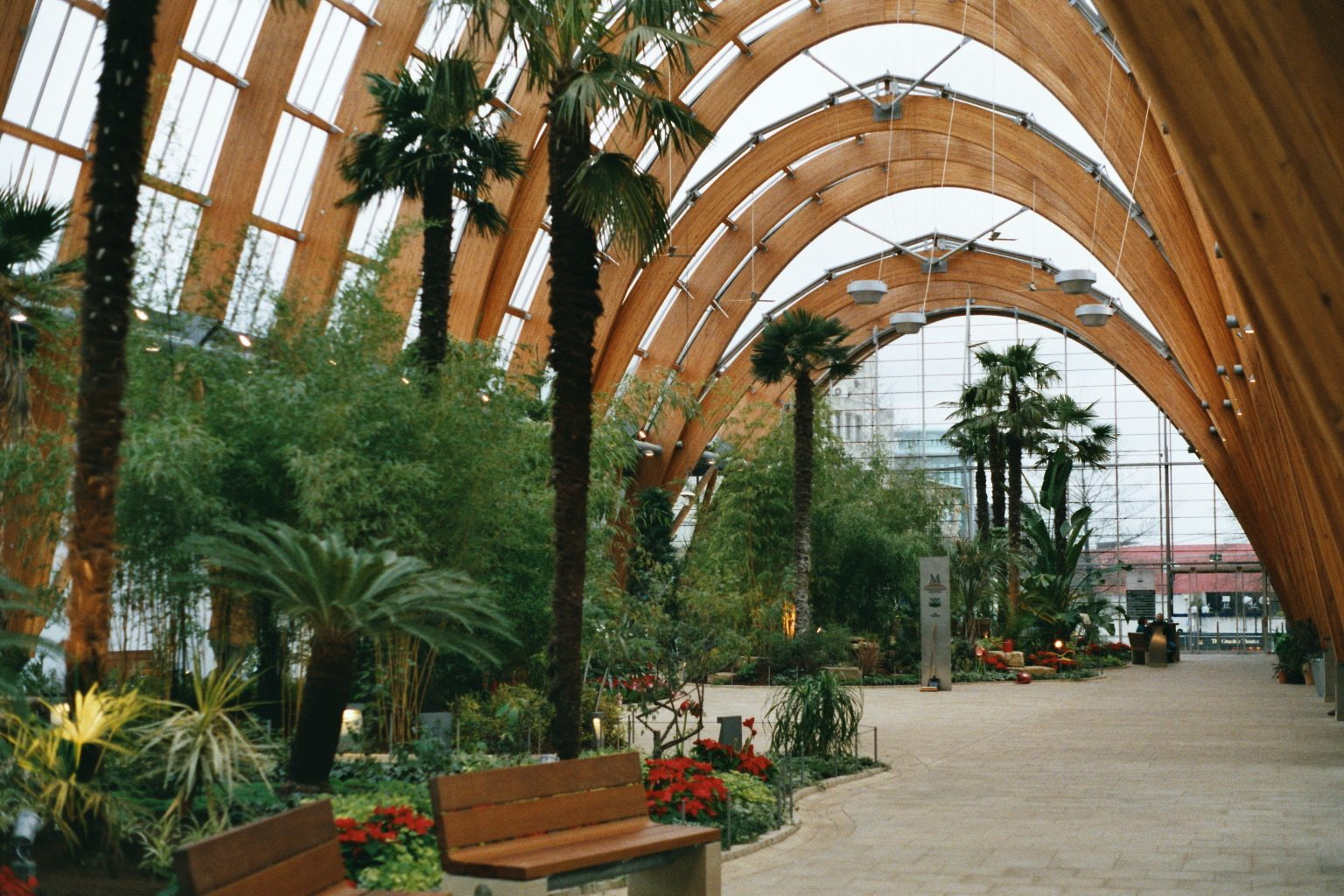
Sheffield Winter Gardens

Staden har också flera andra attraktioner som Sheffield Winter Gardens och Peace Gardens. Sheffields botaniska trädgård genomgick nyligen en renovering värd £6,7 miljoner. Det finns också en stadsgård vid Heeley City Farm och en andra djursamling vid Graves Park som är öppna för allmänheten. I Sheffield finns också flera museer, bland annat Weston Park Museum, Kelham Island Museum, Sheffield Fire and Police Museum, Abbeydale Industrial Hamlet och Shepherd Wheel. Victoria Quays är också ett populärt fritids- och kontorsområde nära kanalen.
Det finns omkring 1 000 byggnadsverk som är upptagna som byggnader av speciellt intresse. Av dessa är endast fem klassade som Klass 1. 42 är Klass 2*-klassade, och de övriga är klassade som Klass 2. Jämfört med andra engelska städer har Sheffield ett lågt antal Klass 1-byggnader. Liverpool, till exempel, har 26 1-klassade byggnader. Detta ledde till att den arkitekturhistoriska författaren Nikolaus Pevsner 1959 skrev att staden var "arkitektoniskt en mycket stor besvikelse", med inga byggnader från tidigare än 1800-talet av särskild betydelse.
Staden har många parker som Millhouses Park, Endcliffe Park och Graves Park.

### Media och film

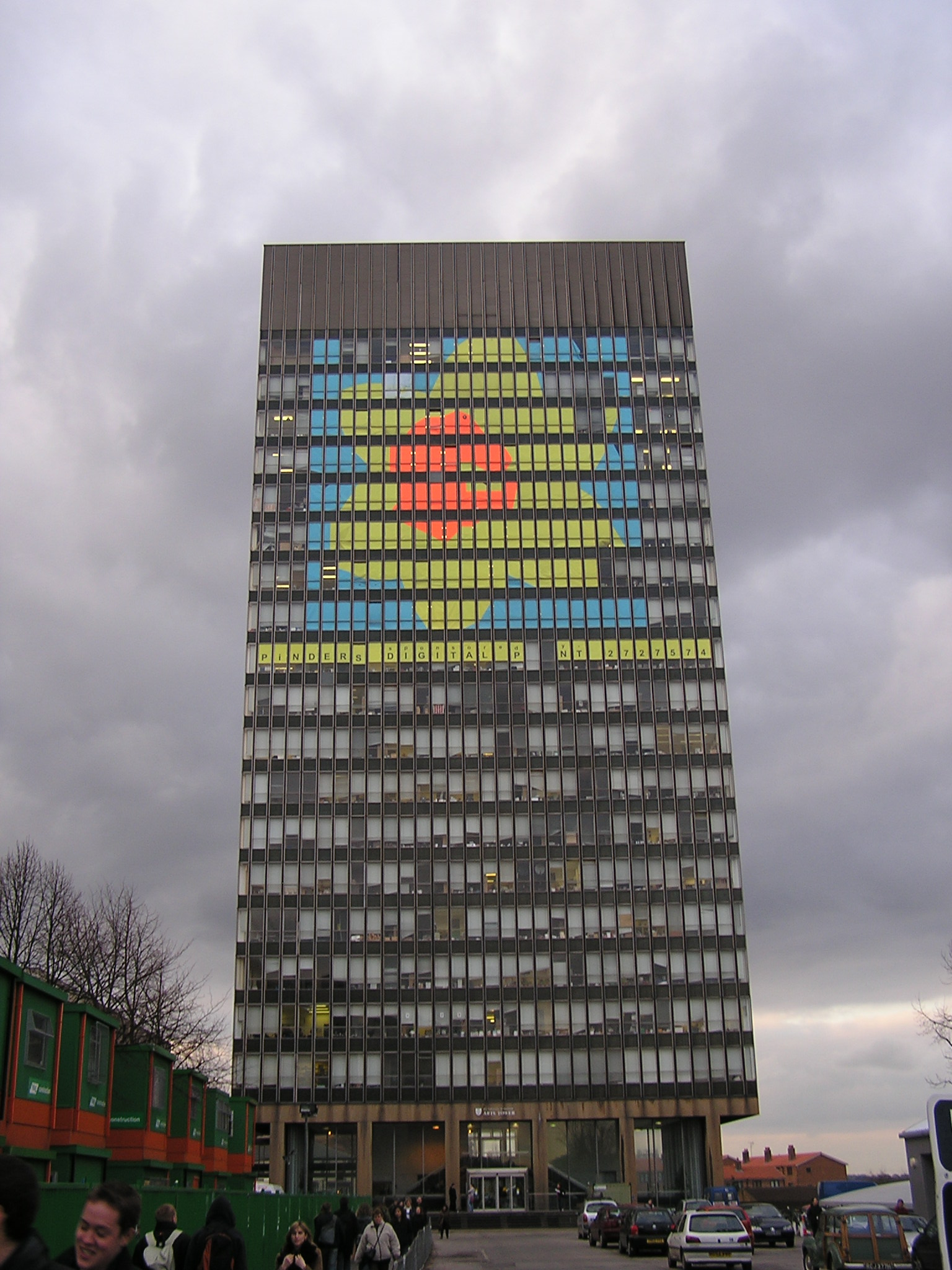
Arts Tower, beläget på University of Sheffields campus.

Filmerna Allt eller inget, Threads, When Saturday Comes och Whatever Happened to Harold Smith? är baserade i staden. F.I.S.T. inkluderar också flera scener filmade i staden. Berättelsen The History Boys utspelar sig i Sheffield på Cutler's Grammar School. Sheffields dagstidning är Sheffield Star, kompletterad av veckotidningen Sheffield Telegraph. Sheffield har också flera gratistidningar som Sandman, Exposed, Clunge och Radio Coma. BBCs Radio Sheffield och den självständiga Hallam FM och systerkanal Magic FM sänder inom staden. Sheffield International Documentery Festival, Storbritanniens ledande dokumentärfestival, har avhållits årligen sedan 1994 vid Showroom Cinema. Den årliga Lovebytes digitala konstfestival hålls i Sheffield på olika arenor. En låt av The Clash (som hade sin första spelning någonsin i Sheffield på Black Swan - idag känd som The Boardwalk), kallad "This Is England" innehöll raderna: "This is England / This knife of Sheffield steel / This is England / This is how we feel." Sheffield var värd för Awards of the International Indian Film Academy 2007 vilken var en stor succé. Den internationellt kända designagenturen The Designers Republic ligger i Sheffield, tillsammans med Universal Everything, Tado och Dust.

## Utbildning
Sheffield har två universitet, University of Sheffield och Sheffield Hallam University. Dessa två lockar omkring 55 000 studenter till staden varje år, bland annat ett flertal från Fjärran östern. På grund av stadens stora antal studenter har Sheffield många barer, kaféer, klubbar och affärer i anslutning till studentbostäder.
Sheffield har två colleges för frivillig utbildning. Sheffield College organiseras på högskolebasis och grundades genom en sammanslagning av sex colleges runt staden. Den andra, Longley Park Sixth Form College, drivs av kommunen och öppnade 2004. 
Det finns 141 lågstadie- och 27 högstadieskolor i Sheffield – sju av dessa har "sixth form"– och sju privatskolor. Mest kända är Birkdale School och Sheffield High School för flickor.